# Lumière Fourmi
Pour les articles homonymes, voir Fourmi (homonymie).
Le Lumière Fourmi est un petit cinéma du 3e arrondissement de la ville de Lyon, en France.
Fondé en 1914 et répertorié sous le nom « La Fourmi » à partir de 1937, il est devenu l'un des plus anciens cinémas de Lyon. Il a fermé en 2012, puis a été racheté en 2014 par l'institut Lumière et a rouvert le 9 septembre 2015.
Il est classé « art et essai ».

## Description
Le Lumière Fourmi est situé au 68 de la rue Pierre-Corneille, à Lyon 3e.
Ce cinéma est composé de trois salles depuis 1977, pour un total de 169 places jusqu'en 2012.
À sa réouverture en 2015, les trois salles comptent respectivement 34, 39 et 63 places, soit 136 places au total. Il fait partie du réseau GRAC.
Avec le Lumière Bellecour (en rouge) et le Lumière Terreaux (en noir), le Lumière Fourmi fait partie du réseau des cinémas Lumière et sa couleur est le bleu.
Sa programmation est constituée chaque semaine d'une dizaine de films : principalement des films qui viennent de quitter les écrans lyonnais (continuation) et des reprises de films de la saison.

## Historique
Cette salle de cinéma est ouverte en 1914 sous le nom de Lafayette par un forain, Jules Melchior Pinard, qui a également ouvert deux autres salles à Lyon (dont une qui deviendra le Comœdia). Elle change plusieurs fois de nom : Miracles (de 1934 à 1935), puis Cameo (en 1936), et enfin la Fourmi à partir de 1937.
Le cinéma est repris le 25 septembre 1974 par François Keuroghlian, qui va le diriger pendant trente-huit ans. En 1977, deux nouvelles salles sont créées, portant leur nombre à trois. Il ferme le 30 septembre 2012.
En 2014, l'institut Lumière annonce reprendre le cinéma,. Une société commerciale, baptisée « Cinémas Lumière », est créée dans ce but. Après des travaux de rénovation de fin 2014 à l'été 2015, le cinéma rouvre le 9 septembre 2015. Il est alors dirigé par Sylvie Da Rocha. En février 2017, les différents cinémas du réseau Lumière changent de nom, le cinéma La Fourmi devenant le Lumière Fourmi.